# Cancer Research UK
Le Cancer Research UK (ou CRUK) est un centre de recherche et une association caritative de lutte contre le cancer britannique. Le Cancer Research UK est la plus grosse association indépendante de lutte contre le cancer au monde,, elle a été formée le 4 février 2002 par la fusion du Cancer Research Campaign et de l’Imperial Cancer Research, son but est de réduire le nombre de décès dû au cancer en finançant et conduisant des recherches dans le domaine de la prévention, du diagnostic et du traitement des cancers. Elle est entièrement financée par le public (dons, donations, legs, vente, etc.).

## Recherche
Le Cancer Research UK comprend un institut de recherche fondamentale, le London Research Institute localisés sur deux sites : à Lincoln's Inn Fields au centre de Londres, et à Clare Hall (South Mimms, Hertfordshire) dans la banlieue de Londres mais finance également des équipes de recherches universitaire et hospitalière à travers tout le Royaume-Uni.
La Cancer Research UK publie également la revue médicale the British Journal of Cancer.